# Naoero Amo

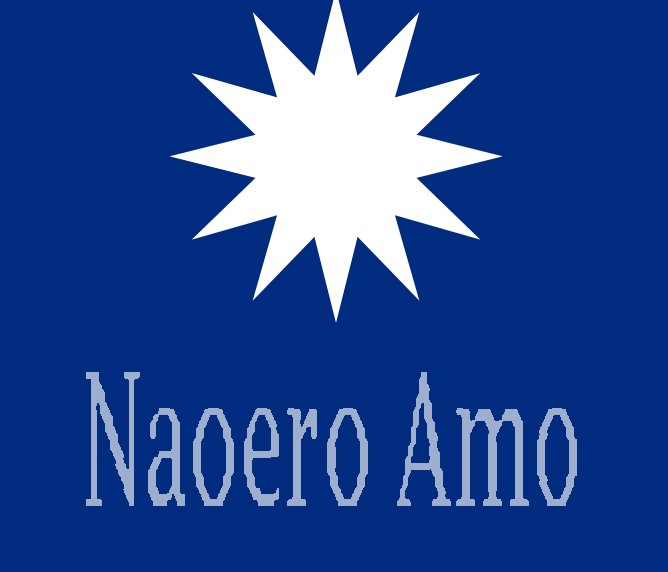
Logo der Naoero Amo

Naoero Amo (Nauru Zuerst), auch Nauru First Party (NFP), ist eine formale politische Partei in der Republik Nauru. Ihre Position tendiert zu liberal und christlich-demokratisch; sie setzt sich für Transparenz in der Regierung ein. Zu den Gründungsmitgliedern zählen unter anderen Kieren Keke, David Adeang (ehemals Finanzminister) und Marlene Moses (ehemals Gesundheitsministerin).
Bei den Wahlen 2003 wurden drei Mitglieder der Naoero Amo gewählt: David Adeang, Kieren Keke und Riddel Akua. Adeang wurde Finanzminister und Keke Minister für Gesundheit, Sport und Verkehr. Akua wurde Vorsitzender der Nauruischen Phosphatgesellschaft. Die Minister verloren ihre Posten wieder, als Präsident Ludwig Scottys Regierung im August 2003 verdrängt wurde. Mit Scotty kehrten Adeang und Keke am 22. Juni 2004 wieder in die Exekutive zurück.